# Verein für Rasenspiele 1921 Aalen 2012-2013
Questa voce raccoglie le informazioni riguardanti il Verein für Rasenspiele 1921 Aalen nelle competizioni ufficiali della stagione 2012-2013.

## Stagione
Nella stagione 2012-2013 l'Aalen, allenato da Ralph Hasenhüttl, concluse il campionato di 2. Bundesliga al 9º posto. In Coppa di Germania l'Aalen fu eliminato al secondo turno dal Borussia Dortmund.

## Rosa
| N. |                      | Ruolo | Calciatore        |
| -- | -------------------- | ----- | ----------------- |
| 1  | Germania (bandiera)  | P     | Daniel Bernhardt  |
| 2  | Germania (bandiera)  | C     | Martin Dausch     |
| 3  | Argentina (bandiera) | C     | Leandro Grech     |
| 4  | Germania (bandiera)  | D     | Oliver Barth      |
| 5  | Germania (bandiera)  | C     | Jürgen Mössmer    |
| 6  | Germania (bandiera)  | D     | Benjamin Hübner   |
| 7  | Germania (bandiera)  | C     | Marco Haller      |
| 8  | Turchia (bandiera)   | A     | Selim Aydemir     |
| 9  | Germania (bandiera)  | A     | Robert Lechleiter |
| 10 | Italia (bandiera)    | A     | Marco Calamita    |
| 11 | Germania (bandiera)  | C     | Enrico Valentini  |
| 12 | Germania (bandiera)  | A     | Cidimar           |
| 14 | Germania (bandiera)  | D     | Tim Kister        |

| N. |                                 | Ruolo | Calciatore          |
| -- | ------------------------------- | ----- | ------------------- |
| 15 | Germania (bandiera)             | D     | Daniel Buballa      |
| 16 | Bosnia ed Erzegovina (bandiera) | P     | Jasmin Fejzić       |
| 17 | Germania (bandiera)             | D     | Sascha Traut        |
| 18 | Germania (bandiera)             | A     | Stanislaus Bergheim |
| 19 | Giappone (bandiera)             | A     | Takuma Abe          |
| 20 | Germania (bandiera)             | C     | Manuel Junglas      |
| 21 | Germania (bandiera)             | D     | Thorsten Schulz     |
| 22 | Germania (bandiera)             | A     | Michael Klauß       |
| 23 | Germania (bandiera)             | C     | Andreas Hofmann     |
| 24 | Germania (bandiera)             | P     | Marcel Wehr         |
| 27 | Germania (bandiera)             | D     | Felix Schmidt       |
| 30 | Germania (bandiera)             | A     | Marcel Reichwein    |
| 31 | Germania (bandiera)             | P     | Timo Reus           |

## Organigramma societario
Area tecnica
- Allenatore: Stefan Ruthenbeck
- Allenatore in seconda: Michael Schiele
- Preparatore dei portieri: Timo Reus
- Preparatori atletici:
- Analisi video:

## Calciomercato

### Sessione estiva
| Acquisti | Acquisti         | Acquisti               | Acquisti |
| R.       | Nome             | da                     | Modalità |
| -------- | ---------------- | ---------------------- | -------- |
| A        | Selim Aydemir    | Chemnitz               |          |
| D        | Oliver Barth     | Friburgo               |          |
| D        | Daniel Buballa   | Magonza II             |          |
| P        | Jasmin Fejzić    | Greuther Fürth         |          |
| D        | Benjamin Hübner  | Wehen Wiesbaden        |          |
| C        | Manuel Junglas   | Alemannia Aquisgrana   |          |
| C        | Kevin Kampl      | Osnabrück              |          |
| A        | Michael Klauß    | Jahn Ratisbona         |          |
| A        | Marcel Reichwein | Rot-Weiß Erfurt        |          |
| C        | Nico Zimmermann  | Eintracht Braunschweig |          |

| Cessioni | Cessioni         | Cessioni             | Cessioni |
| R.       | Nome             | a                    | Modalità |
| -------- | ---------------- | -------------------- | -------- |
| C        | Kevin Kampl      | Salisburgo           |          |
| D        | Sascha Herröder  | Alemannia Aquisgrana |          |
| C        | Mërgim Neziri    | Norimberga II        |          |
| A        | Christoph Sauter | Karlsruhe            |          |

### Sessione invernale
| Acquisti | Acquisti   | Acquisti    | Acquisti |
| R.       | Nome       | da          | Modalità |
| -------- | ---------- | ----------- | -------- |
| A        | Takuma Abe | Tokyo Verdy |          |

| Cessioni | Cessioni        | Cessioni               | Cessioni |
| R.       | Nome            | a                      | Modalità |
| -------- | --------------- | ---------------------- | -------- |
| C        | Nico Zimmermann | Hansa Rostock          |          |
| D        | Kevin Ruiz      | Memmingen              |          |
| A        | Fabian Weiß     | Sonnenhof G.           |          |
| D        | Benjamin Barg   | Borussia M'gladbach II |          |

## Risultati

### 2. Bundesliga

#### Girone di andata
| Arbitro: | Sippel |

|           |           |                                                          |
| Bajić 14’ | Marcatori | 20’ Reichwein 33’ (rig.) Dausch 46’ Kampl 60’ Lechleiter |

| Arbitro: | Siebert |

|                   |           |                         |
| Dausch 24’ (rig.) | Marcatori | 17’ (rig.), 44’ Bunjaku |

| Arbitro: | Schriever |

|  |           |           |
|  | Marcatori | 85’ Kampl |

| Arbitro: | Steuer |

|  |           |                                |
|  | Marcatori | 27’, 57’ Boland 50’ Theuerkauf |

| Arbitro: | Sippel |

|                     |           |  |
| Ramos 60’ Ronny 90’ | Marcatori |  |

| Arbitro: | Wingenbach |

|                           |           |  |
| Dausch 45’ Lechleiter 71’ | Marcatori |  |

| Arbitro: | Leicher |

|  |           |            |
|  | Marcatori | 45’ Hübner |

| Arbitro: | Unger |

|                                      |           |  |
| Dausch 19’ Hofmann 51’ Valentini 89’ | Marcatori |  |

| Arbitro: | Brand |

|             |           |  |
| Onuegbu 19’ | Marcatori |  |

| Arbitro: | Bandurski |

|            |           |            |
| Dausch 84’ | Marcatori | 70’ Sanogo |

| Arbitro: | Steuer |

|                        |           |  |
| Groß 56’ Schäffler 90’ | Marcatori |  |

| Arbitro: | Gagelmann |

|                        |           |  |
| Dausch 31’ Cidimar 77’ | Marcatori |  |

| Berlino 10 novembre 2012, ore 13:00 CET 13ª giornata | Union Berlino | 0 – 0 referto | Aalen | Stadio An der Alten Försterei (15 102 spett.)\| Arbitro: \| Christ \| |
| Arbitro:                                             | Christ        |               |       |                                                                       |

| Arbitro: | Steinhaus-Webb |

|  |           |           |
|  | Marcatori | 58’ Gulde |

| Arbitro: | Osmers |

|          |           |                                            |
| Haag 44’ | Marcatori | 76’ Valentini 84’ Lechleiter 88’ Reichwein |

| Dresda 27 novembre 2012, ore 17:30 CET 16ª giornata | Dinamo Dresda | 0 – 0 referto | Aalen | glücksgas stadion (18 758 spett.)\| Arbitro: \| Grudzinski \| |
| Arbitro:                                            | Grudzinski    |               |       |                                                               |

| Arbitro: | Stieler |

|                |           |          |
| Lechleiter 62’ | Marcatori | 69’ Wood |

#### Girone di ritorno
| Arbitro: | Schriever |

|  |           |           |
|  | Marcatori | 84’ Wolze |

| Arbitro: | Weiner |

|  |           |               |
|  | Marcatori | 45’ Valentini |

| Arbitro: | Osmers |

|                            |           |                             |
| Cidimar 47’ Lechleiter 71’ | Marcatori | 25’ Rzatkowski 51’ Goretzka |

| Arbitro: | Steuer |

|            |           |                      |
| Merkel 86’ | Marcatori | 45’ (rig.) Valentini |

| Arbitro: | Dingert |

|  |           |            |
|  | Marcatori | 76’ Ndjeng |

| Arbitro: | Stegemann |

|            |           |           |
| Hensel 10’ | Marcatori | 62’ Klauß |

| Arbitro: | Leicher |

|  |           |                    |
|  | Marcatori | 90’ (rig.) Ginczek |

| Arbitro: | Brand |

|                                                                       |           |            |
| Verhoek 23’ Leckie 35’ Schlicke 38’ Bambara 54’ Yelen 68’, 86’ (rig.) | Marcatori | 88’ Haller |

| Arbitro: | Schriever |

|                        |           |                       |
| Lechleiter 31’ Abe 90’ | Marcatori | 70’ Wooten 82’ Mäkelä |

| Arbitro: | Osmers |

|             |           |             |
| Schulze 74’ | Marcatori | 75’ Junglas |

| Arbitro: | Christ |

|                                 |           |                   |
| Reichwein 20’ Dausch 54’ (rig.) | Marcatori | 25’ (rig.) Caiuby |

| Arbitro: | Perl |

|               |           |  |
| Przybyłko 90’ | Marcatori |  |

| Arbitro: | Wingenbach |

|                                  |           |  |
| Kister 2’ Abe 35’ Lechleiter 72’ | Marcatori |  |

| Arbitro: | Unger |

|                         |           |                           |
| Vrančić 14’ Hofmann 19’ | Marcatori | 64’ (rig.), 89’ Reichwein |

| Arbitro: | Bandurski |

|                           |           |            |
| Lechleiter 26’ Hübner 78’ | Marcatori | 29’ Müller |

| Arbitro: | Hartmann |

|                                            |           |  |
| Kister 39’ Lechleiter 79’ Grech 89’ (rig.) | Marcatori |  |

| Arbitro: | Fischer |

|                              |           |  |
| Stahl 35’ Wood 59’ Lauth 75’ | Marcatori |  |

### Coppa di Germania
| Arbitro: | Unger |

|                                         |           |  |
| Lechleiter 15’ Dausch 35’ Valentini 90’ | Marcatori |  |

| Arbitro: | Perl |

|           |           |                                                  |
| Klauß 87’ | Marcatori | 22’ Hummels 32’ Schmelzer 50’ Götze 79’ Schieber |

## Statistiche

### Statistiche di squadra
| Competizione      | Punti | In casa | In casa | In casa | In casa | In casa | In casa | In trasferta | In trasferta | In trasferta | In trasferta | In trasferta | In trasferta | Totale | Totale | Totale | Totale | Totale | Totale | DR |
| Competizione      | Punti | G       | V       | N       | P       | Gf      | Gs      | G            | V            | N            | P            | Gf           | Gs           | G      | V      | N      | P      | Gf     | Gs     | DR |
| ----------------- | ----- | ------- | ------- | ------- | ------- | ------- | ------- | ------------ | ------------ | ------------ | ------------ | ------------ | ------------ | ------ | ------ | ------ | ------ | ------ | ------ | -- |
| 2. Bundesliga     | 46    | 17      | 7       | 4       | 6       | 24      | 17      | 17           | 5            | 6            | 6            | 16           | 22           | 34     | 12     | 10     | 12     | 40     | 39     | +1 |
| Coppa di Germania | -     | 2       | 1       | 0       | 1       | 4       | 4       | 0            | 0            | 0            | 0            | 0            | 0            | 2      | 1      | 0      | 1      | 4      | 4      | 0  |
| Totale            | 46    | 19      | 8       | 4       | 7       | 28      | 21      | 17           | 5            | 6            | 6            | 16           | 22           | 36     | 13     | 10     | 13     | 44     | 43     | +1 |

### Andamento in campionato
| Giornata  | 1 | 2 | 3 | 4 | 5  | 6 | 7 | 8 | 9 | 10 | 11 | 12 | 13 | 14 | 15 | 16 | 17 | 18 | 19 | 20 | 21 | 22 | 23 | 24 | 25 | 26 | 27 | 28 | 29 | 30 | 31 | 32 | 33 | 34 |
| --------- | - | - | - | - | -- | - | - | - | - | -- | -- | -- | -- | -- | -- | -- | -- | -- | -- | -- | -- | -- | -- | -- | -- | -- | -- | -- | -- | -- | -- | -- | -- | -- |
| Luogo     | T | C | T | C | T  | C | T | C | T | C  | T  | C  | T  | C  | T  | T  | C  | C  | T  | C  | T  | C  | T  | C  | T  | C  | T  | C  | T  | C  | T  | C  | C  | T  |
| Risultato | V | P | V | P | P  | V | V | V | P | N  | P  | V  | N  | P  | V  | N  | N  | P  | V  | N  | N  | P  | N  | P  | P  | N  | N  | V  | P  | V  | N  | V  | V  | P  |
| Posizione | 1 | 7 | 4 | 7 | 12 | 9 | 7 | 5 | 6 | 6  | 8  | 7  | 8  | 9  | 7  | 5  | 5  | 8  | 5  | 6  | 7  | 9  | 10 | 11 | 12 | 11 | 11 | 10 | 12 | 9  | 9  | 8  | 8  | 9  |

Legenda:

Luogo: C = Casa; T = Trasferta. Risultato: V = Vittoria; N = Pareggio; P = Sconfitta.

### Statistiche dei giocatori
| Giocatore     | 2. Bundesliga | 2. Bundesliga | 2. Bundesliga | 2. Bundesliga | Coppa di Germania | Coppa di Germania | Coppa di Germania | Coppa di Germania | Totale   | Totale | Totale      | Totale     |
| Giocatore     | Presenze      | Reti          | Ammonizioni   | Espulsioni    | Presenze          | Reti              | Ammonizioni       | Espulsioni        | Presenze | Reti   | Ammonizioni | Espulsioni |
| ------------- | ------------- | ------------- | ------------- | ------------- | ----------------- | ----------------- | ----------------- | ----------------- | -------- | ------ | ----------- | ---------- |
| T. Abe        | 9             | 2             | 0             | 0             | 0                 | 0                 | 0                 | 0                 | 9        | 2      | 0           | 0          |
| S. Aydemir    | 5             | 0             | 1             | 0             | 0                 | 0                 | 0                 | 0                 | 5        | 0      | 1           | 0          |
| O. Barth      | 20            | 0             | 2             | 0             | 0                 | 0                 | 0                 | 0                 | 20       | 0      | 2           | 0          |
| S. Bergheim   | 2             | 0             | 0             | 0             | 0                 | 0                 | 0                 | 0                 | 2        | 0      | 0           | 0          |
| D. Bernhardt  | 12            | 0             | 0             | 0             | 0                 | 0                 | 0                 | 0                 | 12       | 0      | 0           | 0          |
| D. Buballa    | 31            | 0             | 3             | 0             | 2                 | 0                 | 0                 | 0                 | 33       | 0      | 3           | 0          |
| M. Calamita   | 6             | 0             | 0             | 0             | 0                 | 0                 | 0                 | 0                 | 6        | 0      | 0           | 0          |
| C. Cidimar    | 20            | 2             | 1             | 0             | 1                 | 0                 | 0                 | 0                 | 21       | 2      | 1           | 0          |
| M. Dausch     | 26            | 7             | 3             | 0             | 2                 | 1                 | 1                 | 0                 | 28       | 8      | 4           | 0          |
| J. Fejzić     | 22            | 0             | 1             | 0             | 2                 | 0                 | 0                 | 0                 | 24       | 0      | 1           | 0          |
| L. Grech      | 33            | 1             | 3             | 0             | 2                 | 0                 | 0                 | 0                 | 35       | 1      | 3           | 0          |
| M. Haller     | 22            | 1             | 7             | 0             | 2                 | 0                 | 0                 | 0                 | 24       | 1      | 7           | 0          |
| A. Hofmann    | 27            | 1             | 2             | 1             | 2                 | 0                 | 0                 | 0                 | 29       | 1      | 2           | 1          |
| B. Hübner     | 25            | 2             | 8             | 0             | 2                 | 0                 | 0                 | 0                 | 27       | 2      | 8           | 0          |
| M. Junglas    | 24            | 1             | 4             | 0             | 1                 | 0                 | 0                 | 0                 | 25       | 1      | 4           | 0          |
| K. Kampl      | 3             | 2             | 1             | 0             | 1                 | 0                 | 0                 | 0                 | 4        | 2      | 1           | 0          |
| T. Kister     | 28            | 2             | 7             | 0             | 2                 | 0                 | 0                 | 0                 | 30       | 2      | 7           | 0          |
| M. Klauß      | 22            | 1             | 0             | 1             | 2                 | 1                 | 0                 | 0                 | 24       | 2      | 0           | 1          |
| R. Lechleiter | 34            | 9             | 3             | 0             | 2                 | 1                 | 0                 | 0                 | 36       | 10     | 3           | 0          |
| J. Mössmer    | 3             | 0             | 0             | 1             | 0                 | 0                 | 0                 | 0                 | 3        | 0      | 0           | 1          |
| M. Reichwein  | 29            | 5             | 2             | 0             | 1                 | 0                 | 0                 | 0                 | 30       | 5      | 2           | 0          |
| T. Reus       | 0             | 0             | 0             | 0             | 0                 | 0                 | 0                 | 0                 | 0        | 0      | 0           | 0          |
| F. Schmidt    | 0             | 0             | 0             | 0             | 0                 | 0                 | 0                 | 0                 | 0        | 0      | 0           | 0          |
| T. Schulz     | 11            | 0             | 2             | 0             | 0                 | 0                 | 0                 | 0                 | 11       | 0      | 2           | 0          |
| S. Traut      | 31            | 0             | 4             | 0             | 2                 | 0                 | 0                 | 0                 | 33       | 0      | 4           | 0          |
| E. Valentini  | 28            | 4             | 2             | 0             | 2                 | 1                 | 0                 | 0                 | 30       | 5      | 2           | 0          |
| M. Wehr       | 0             | 0             | 0             | 0             | 0                 | 0                 | 0                 | 0                 | 0        | 0      | 0           | 0          |
| N. Zimmermann | 2             | 0             | 0             | 0             | 0                 | 0                 | 0                 | 0                 | 2        | 0      | 0           | 0          |